# Maria Theresa van Löwenstein-Wertheim-Rosenberg
Maria Theresa van Löwenstein-Wertheim-Rosenberg (Duits: Maria Theresa, Prinzessin von Löwenstein-Wertheim-Rosenberg, Rome, 4 januari 1870 - Wenen, 17 januari 1935) was een prinses van Löwenstein-Wertheim-Rosenberg en een lid van het huis Löwenstein-Wertheim-Rosenberg, een infanta van Portugal, hertogin-gemalin van Bragança en titulair koningin van Portugal door haar huwelijk met Miguel, hertog van Bragança, miguelistisch troonpretendent van Portugal van 1866 tot 1920.
Maria Theresa was het vijfde kind en de vierde dochter van Karel van Löwenstein-Wertheim-Rosenberg, broer van titulair koningin van Portugal Adelaide van Löwenstein-Wertheim-Rosenberg en prinses Sophie van Liechtenstein. 

## Huwelijk en nakomelingen
Maria Theresa trouwde met haar neef infante Miguel, hertog van Bragança, enige zoon van de voormalige koning Miguel van Portugal en Adelaide van Löwenstein-Wertheim-Rosenberg, op 8 november 1893 in Kleinheubach, Koninkrijk Beieren. Maria Theresa en Miguel hadden acht kinderen:
- Isabel (Elisabeth) Maria van Bragança (1894-1970), trouwde met Franz Joseph, 9e prins van Thurn en Taxis en had nakomelingen
- Maria Benedita van Bragança (1896–1971), stierf ongehuwd en zonder nakomelingen
- Mafalda van Bragança (1898-1918), stierf ongehuwd en zonder nakomelingen
- Maria Ana (Anna) van Bragança (1899-1971), trouwde met Karl August, 10e prins van Thurn en Taxis en had nakomelingen
- Maria Antónia van Bragança (1903-1973), trouwde met Sidney Ashley Chanler en had nakomelingen
- Filipa van Bragança (1905-1990), stierf ongehuwd en zonder nakomelingen
- Duarte Nuno, hertog van Bragança (1907-1976), trouwde met Dona Maria Francisca van Orléans en Bragança en had nakomelingen
- Maria Adelaide van Bragança (1912–2012), trouwde met Nicolaas van Uden en had nakomelingen